# Фільмстрім
Кінокомпанія «Фільмстрім» (англ. Filmstream) — українська продакшн кінокомпанія.

## Про компанію
Кінокомпанія «Фільмстрім» була створена у 2006 році, та є однією з найбільших кінокомпаній з виробництва кінопродукції для телеканалів в Україні.
Кінокомпанія виготовляє телесеріали та телефільми для популярних телеканалів, серед них: ТРК Україна, НТВ, ТВ Центр, Росія-1. Основним та найбільшим замовником продукції є український телеканал ТРК Україна.

## Режисери
З кінокомпанією «Фільмстрім» співпрацювали та співпрацюють такі режисери, як:
- Анар Мамедов
- Андрій Сілкін
- Анна Єрофєєва
- Антон Гойда
- Антон Скрипець
- Ашот Кещян
- Борис Рабей
- Вадим Нетецька
- Вадим Сава
- Вікторія Мельникова
- Володимир Балкашинов
- Володимир Устюгов
- Володимир Харченко-Куликовський
- Володимир Янощук
- Денис Оливній
- Євген Баранов
- Ігор Москвітін
- Ігор Мужжухін
- Максим Демченко
- Марія Ткачова
- Микола Михайлов
- Мирослав Маліч
- Олександр Баршак
- Олександр Грабар
- Олександр Ітигілов
- Олексій Карелін
- Ольга Лисенко
- Павло Дроздов
- Петро Стьопін
- Роман Барабаш
- Сергій Борчуков
- Сергій Краснов
- Сергій Мезенцев
- Станіслав Назиров

## Фільмографія
Фільмографія найбільш повно представлена на офіційному сайті кінокомпанії. Частина проектів наявні на сайті IMDB.
- 2020 — т/с «Сімейний портрет» (рос. Семейный портрет)
- 2020 — т/с «Наша лікарка» (рос. Наша доктор)
- 2020 — т/с «Стань моєю тінню» (рос. Стань моей тенью)
- 2020 — т/с «Пробудження кохання» (рос. Пробуждение любви)
- 2020 — т/с «Встигнути все виправити» (рос. Успеть все исправить)
- 2020 — т/с «Тінь минулого» (рос. Тень прошлого)
- 2020 — т/с «Незабута» (рос. Незабытая)
- 2019 — т/с «Повернення» (рос. Возвращение)
- 2019 — т/с «Біля причалу» (рос. У причала)
- 2019 — т/с «Таємниця Марії» (рос. Тайна Марии)
- 2019 — т/с «Опікун» (рос. Опекун)
- 2019 — т/с «Ніколи не буває пізно» (рос. Никогда не бывает поздно)
- 2019 — т/с «Якщо ти мене пробачиш» (рос. Если ты меня простишь)
- 2019 — т/с «День сонця» (рос. День солнца)
- 2019 — т/с «Місто закоханих» (рос. Город влюблённых)
- 2019 — т/с «Я теж його кохаю» (рос. Я тоже его люблю)
- 2019 — т/с «Я заплачу завтра» (рос. Я заплачу завтра)
- 2019 — т/с «Солона карамель» (рос. Соленая карамель)
- 2019 — т/с «Кровна помста» (рос. Кровная месть)
- 2019 — т/с «Кримінальний журналіст» (рос. Криминальный журналист)
- 2019 — т/с «Капітанша-2» (рос. Капитанша-2)
- 2019 — т/с «Замок на піску» (рос. Замок на песке)
- 2019 — т/с «Дім, котрий» (рос. Дом который)
- 2018 — т/с «Людина без серця» (рос. Человек без сердца)
- 2018 — т/с «У минулого в боргу» (рос. У прошлого в долгу!)
- 2018 — т/с «Ти моя кохана» (рос. Ты моя любимая)
- 2018 — т/с «Троє в лабіринті» (рос. Трое в лабиринте)
- 2018 — т/с «Доля обміну не підлягає» (рос. Судьба обмену не подлежит)
- 2018 — т/с «Доглядальниця» (рос. Сиделка)
- 2018 — т/с «Сьомий гість» (рос. Седьмой гость)
- 2018 — т/с «По щучому велінню» (рос. По щучьему велению)
- 2018 — т/с «Помічниця» (рос. Помощница)
- 2018 — т/с «Перший раз прощається» (рос. Первый раз прощается)
- 2018 — т/с «Одна на двох» (рос. Одна на двоих)
- 2018 — т/с «Нульовий цикл» (рос. Нулевой цикл)
- 2018 — т/с «Нерідна» (рос. Неродная)
- 2018 — т/с «Мій коханий привид» (рос. Мой любимый призрак)
- 2018 — т/с «Дівчатка мої» (рос. Девочки мои)
- 2018 — т/с «Поверни моє життя» (рос. Верни мою жизнь)
- 2018 — т/с «Бійся бажань своїх» (рос. Бойся желаний своих)
- 2018 — т/с «Ангеліна» (рос. Ангелина)
- 2018 — т/с «Акварелі» (рос. Акварели)
- 2017 — т/с «Чорна кров» (рос. Чёрная кровь)
- 2017 — т/с «Термін давності» (рос. Срок давности)
- 2017 — т/с «Пом'якшувальні обставини» (рос. Смягчающие обстоятельства)
- 2017 — т/с «Секрет неприступної красуні» (рос. Секрет неприступной красавицы)
- 2017 — т/с «Свєтка» (рос. Светка)
- 2017 — т/с «Шлях крізь сніги» (рос. Путь сквозь снега)
- 2017 — т/с «Пташка співоча» (рос. Птичка певчая)
- 2017 — т/с «Відчайдушний домогосподар» (рос. Отчаянный домохозяин)
- 2017 — т/с «Ніч після випуску» (рос. Ночь после выпуска)
- 2017 — т/с «Мій кращий ворог» (рос. Мой лучший враг)
- 2017 — т/с «Круговерть» (рос. Круговорот)
- 2017 — т/с «Королева „Марго“» (рос. Королева "Марго")
- 2017 — т/с «Капітанша» (рос. Капитанша)
- 2017 — т/с «Біле-чорне» (рос. Идеальный враг)
- 2017 — т/с «Наречений для дурепи» (рос. Жених для дурочки)
- 2017 — т/с «Все ще буде» (рос. Всё ещё будет)
- 2017 — т/с «Виховання та вигул собак і чоловіків» (рос. Воспитание и выгул собак и мужчин)
- 2017 — т/с «Біжи, не оглядайся» (рос. Беги, не оглядывайся!)
- 2016 — т/с «Чуже щастя» (рос. Чужое счастье)
- 2016 — т/с «Теща-командир» (рос. Тёща-командир)
- 2016 — т/с «Зведена сестра» (рос. Сводные сёстры)
- 2016 — т/с «Листи з минулого» (рос. Письма из прошлого)
- 2016 — т/с «Забута жінка» (рос. Забытая женщина)
- 2016 — т/с «Забудь мене, мамо!» (рос. Забудь меня, мама!)
- 2016 — т/с «Жінка його мрії» (рос. Женщина его мечты)
- 2016 — т/с «Справжній дід» (рос. Дедушка)
- 2016 — т/с «Вчора. Сьогодні. Назавжди» (рос. Вчера. Сегодня. Навсегда)
- 2015 — т/с «Три дороги» (рос. Три дороги)
- 2015 — т/с «Батько-одинак» (рос. Два плюс два)
- 2014 — т/с «Рідні серця» (рос. Племяшка)
- 2014 — т/с «Коли настане світанок» (рос. Когда наступит рассвет)
- 2013 — т/с «Осіння мелодія кохання» (рос. Осенняя мелодия любви)
- 2012 — т/с «Правила життя» (рос. Правила жизни)
- 2011 — т/с «Останній кордон. Продовження» (рос. Последний кордон. Продолжение)
- 2009 — т/с «Останній кордон» (рос. Последний кордон)
- 2009 — т/с «Лабіринти брехні» (рос. Лабиринты лжи)
- 2009 — т/с «Лісовик. Продовження історії» (рос. Леший. Продолжение истории)
- 2008 — т/с «Віддалені наслідки» (рос. Отдаленные последствия)
- 2008 — т/с «Лісовик-2» (рос. Леший-2)
- 2007 — т/с «Крила ангела» (рос. Крылья ангела)
- 2007 — т/с «Точка повернення» (рос. Точка возврата)
- 2007 — т/с «Снігуронька для дорослого сина» (рос. Снегурочка для взрослого сына)
- 2006 — т/с «Четверта група» (рос. Четвёртая группа)
- 2006 — т/с «Стара подруга» (рос. Старая подруга)
- 2006 — т/с «Скарб» (рос. Сокровище)
- 2006 — т/с «Лісовик» (рос. Леший)